# Lada Pejchalová
Lada Pejchalová (ur. 15 listopada 1998) – czeska lekkoatletka specjalizująca się w skoku wzwyż.
Brązowa medalistka mistrzostw świata juniorów młodszych w Cali (2015). W 2016 była czwarta na światowym czempionacie U20. 
Medalistka mistrzostw Czech.
Rekordy życiowe: stadion – 1,90 (1 lipca 2016, Miszkolc); hala – 1,89 (18 lutego 2018, Praga).

## Osiągnięcia
| Rok  | Impreza                               | Miejsce   | Lokata            | Wynik |
| ---- | ------------------------------------- | --------- | ----------------- | ----- |
| 2015 | Mistrzostwa świata juniorów młodszych | Cali      | 3. miejsce        | 1,82  |
| 2016 | Mistrzostwa świata juniorów           | Bydgoszcz | 4. miejsce        | 1,86  |
| 2018 | Mistrzostwa Europy                    | Berlin    | el. – 18. miejsce | 1,81  |